# Arciom Kisły
Arciom Alaksandrawicz Kisły, błr. Арцём Аляксандравіч Кіслы (ros. Артём Александрович Кислый – Artiom Aleksandrowicz Kisłyj; ur. 28 kwietnia 1989 w Grodnie) – białoruski hokeista, reprezentant Białorusi.

## Kariera klubowa
- HK Nioman 2 Grodno (2004-2005)
- Traktor 2 Czelabińsk (2005-2009)
- Traktor Czelabińsk (2008-2009)
- Biełyje Miedwiedi Czelabińsk (2009-2010)
- Jużnyj Urał Orsk (2009-2010)
- HK Nioman Grodno (2010-2013)
- Toros Nieftiekamsk (2013-2016)
- HK Nioman Grodno (2016)
- Traktor Czelabińsk (2016)
- HK Nioman Grodno (2016-2020)
- HK Szachcior Soligorsk (2020-)
- Mietałłurg Żłobin (2021-2022)
- HK Nioman Grodno (2022-)

Wychowanek Niomana Grodno. Od 2005 rozwijał karierę w rosyjskim Traktorze Czelabińsk, głównie w zespole rezerwowym, a 2008 zadebiutował w pierwszej drużynie w lidze KHL w sezonie 2008/2009. Następnie od 2009 przez rok grał w zespole juniorskim w lidze MHL i w zespole farmerskim. W sierpniu 2010 powrócił do Grodna i przez trzy sezony grał w Niomanie w rozgrywkach białoruskiej ekstraligi. Od czerwca 2013 zawodnik Torosa Nieftiekamsk w lidze WHL. Od połowy 2016 ponownie zawodnik Niomana Grodno. We wrześniu 2016 był krótkotrwale zawodnikiem Traktora Czelabińsk. Następnie powrócił do gry w Grodnie, a po sezonie 2019/2020 odszedł z tego klubu. W maju 2020 przeszedł do Szachciora Soligorsk. W sezonie 2021/2022 grał w Mietałłurgu Żłobin, a w maju 2022 powrócił do Grodna.

## Kariera reprezentacyjna
Występował w kadrach juniorskich kraju na turnieju mistrzostw świata do lat 20 w 2009 (Dywizja I). W kadrze seniorskiej uczestniczył w turniejach mistrzostw świata edycji 2013, 2018 (Elita, 2019 (I Dywizja)).

## Sukcesy
Reprezentacyjne
- Awans do MŚ Elity: 2019

Klubowe
- Srebrny medal mistrzostw Białorusi: 2011, 2012, 2019 z Niomanem Grodno
- Złoty medal mistrzostw Białorusi: 2013, 2017, 2018 z Niomanem Grodno, 2022 z Mietałłurgiem Żłobin
- Złoty medal Wyższej Hokejowej Ligi /  Puchar Bratina: 2015 z Torosem Nieftiekamsk
- Trzecie miejsce w Pucharze Kontynentalnym: 2020
- Brązowy medal mistrzostw Białorusi: 2020 z Niomanem Grodno, 2021 z Szachciorem Soligorsk

Indywidualne
- Mistrzostwa Świata Juniorów w Hokeju na Lodzie 2009/I Dywizja#Grupa A:
  - Pierwsze miejsce w klasyfikacji +/− turnieju: +12[10]
- Ekstraliga białoruska w hokeju na lodzie (2016/2017):
  - Piąte miejsce w klasyfikacji strzelców w sezonie zasadniczym: 21 goli[11]
- Ekstraliga białoruska w hokeju na lodzie (2017/2018):
  - Pierwsze miejsce w klasyfikacji +/− w sezonie zasadniczym: +27[12]
  - Pierwsze miejsce w klasyfikacji strzelców w fazie play-off: 7 goli[13]
  - Piąte miejsce w klasyfikacji asystentów w fazie play-off: 8 asyst[14]
  - Pierwsze miejsce w klasyfikacji kanadyjskiej w fazie play-off: 15 punktów[15]
  - Najbardziej Wartościowy Zawodnik (MVP) w fazie play-off[16]
- Puchar Kontynentalny 2019/2020#Superfinał:
  - Pierwsze miejsce w klasyfikacji strzelców turnieju: 3 gole[17]
- Ekstraliga białoruska w hokeju na lodzie (2021/2022):
  - Szóste miejsce w klasyfikacji asystentów w sezonie zasadniczym: 28 asyst[18]